# Impression 4D
L’impression 4D prolonge l'impression 3D et regroupe un ensemble de concepts et de recherches visant à faire changer de formes un objet 3D une fois imprimé, notamment sous l'effet de la température ou de la lumière.
Initiées au MIT au début des années 2010, les recherches en impression 4D ont consisté à coupler la fabrication additive avec des matériaux à mémoire de forme. 

## Techniques d'impression
La stéréolithographie est une technique d'impression 3D qui utilise la photopolymérisation pour lier le substrat qui a été posé couche après couche, créant ainsi un réseau polymère. Contrairement à la modélisation par dépôt de fil fondu, où le matériau extrudé durcit immédiatement pour former des couches, l'impression 4D est fondamentalement basée sur la stéréolithographie, où dans la plupart des cas, la lumière ultraviolette est utilisée pour durcir les matériaux en couches une fois le processus d'impression terminé.[7][réf. incomplète] L'anisotropie est essentielle pour concevoir la direction et l'ampleur des transformations dans une condition donnée, en organisant les micromatériaux de manière qu'il y ait une directionnalité intégrée à l'impression finale.[8][9][réf. incomplète]

## Architecture des fibres

Un des polymères composites imprimés par Tibbits et al., réagissant lorsqu'il est immergé sous l'eau.

L'un des polymères composites que Tibbits et al. ont imprimé, réagissant lorsqu'il est immergé sous l'eau.
La plupart des systèmes d'impression 4D utilisent un réseau de fibres dont la taille et les propriétés matérielles varient. Les composants imprimés en 4D peuvent être conçus à l'échelle macro comme à l'échelle micro. La conception à micro-échelle est obtenue grâce à des simulations moléculaires/fibreuses complexes qui se rapprochent des propriétés matérielles agrégées de tous les matériaux utilisés dans l'échantillon. La taille, la forme, le module et le modèle de connexion de ces blocs de construction de matériaux ont une relation directe avec la forme de déformation sous l'activation du stimulus.[4][10][réf. incomplète]

## Polymères hydro-réactifs/hydrogels
Skylar Tibbits est le directeur du laboratoire d'auto-assemblage du MIT et a travaillé avec le groupe de matériaux Stratasys pour produire un polymère composite composé d'éléments hautement hydrophiles et d'éléments non actifs et hautement rigides. Les propriétés uniques de ces deux éléments disparates ont permis un gonflement jusqu'à 150 % de certaines parties de la chaîne imprimée dans l'eau, tandis que les éléments rigides ont fixé des contraintes de structure et d'angle pour la chaîne transformée. Ils ont produit une chaîne qui épellerait « MIT » lorsqu'elle serait immergée dans l'eau, et une autre chaîne qui se transformerait en un cube à ossature métallique lorsqu'elle serait soumise aux mêmes conditions.[1][réf. incomplète]

## Composites cellulosiques
Thiele et al. ont exploré les possibilités d'un matériau à base de cellulose qui pourrait réagir à une faible humidité. Ils ont développé un film bicouche en utilisant des esters de stéaroyle de cellulose avec différents degrés de substitution de chaque côté. Un ester avait un degré de substitution de 0,3 (hautement hydrophile) et l'autre un degré de substitution de 3 (hautement hydrophobe). Lorsque l'échantillon a été refroidi de 50 à 22 °C et que l'humidité relative est passée de 5,9 % à 35 %, le côté hydrophobe s'est contracté et le côté hydrophile a gonflé, provoquant l'enroulement serré de l'échantillon. Ce processus est réversible, car l'inversion des changements de température et d'humidité a provoqué le déroulement de l'échantillon.[8][réf. incomplète]
La compréhension du gonflement anisotrope et la cartographie de l'alignement des fibrilles imprimées ont permis à A. Sydney Gladman et al. d'imiter le comportement nastique des plantes. Les branches, les tiges, les bractées et les fleurs répondent aux stimuli environnementaux tels que l'humidité, la lumière et le toucher en faisant varier la turgescence interne de leurs parois cellulaires et la composition de leurs tissus.[11][réf. incomplète] En s'appuyant sur ce précédent, l'équipe a développé une architecture d'hydrogel composite avec un comportement de gonflement anisotrope local qui imite la structure d'une paroi cellulaire typique. Les fibrilles de cellulose se combinent pendant le processus d'impression en microfibrilles avec un rapport hauteur/largeur élevé (~100) et un module d'élasticité de l'ordre de 100 GPa. Ces microfibrilles sont intégrées dans une matrice d'acrylamide souple pour la structure.
L'encre viscoélastique utilisée pour imprimer ce composite d'hydrogel est une solution aqueuse de N,N-diméthylacrylamide, de nanoargile, de glucose oxydase, de glucose et de cellulose nanofibrillée. La nanoargile est une aide rhéologique qui améliore l'écoulement du liquide, et le glucose empêche l'inhibition de l'oxygène lorsque le matériau est durci à la lumière ultraviolette. En expérimentant avec cette encre, l'équipe a créé un modèle théorique pour un chemin d'impression qui dicte l'orientation des fibrilles de cellulose, où la couche inférieure de l'impression est parallèle à l'axe des x et la couche supérieure de l'impression est tournée dans le sens inverse des aiguilles d'une montre d'un angle θ. La courbure de l'échantillon dépend des modules d'élasticité, des taux de gonflement et des rapports d'épaisseur de couche et d'épaisseur de bicouche.